# Bharatasoma eskovi
Bharatasoma eskovi – gatunek pająka z rodziny klejnotnikowatych, jedyny z monotypowego rodzaju Bharatasoma.

## Taksonomia
Rodzaj i gatunek typowy opisane zostały po raz pierwszy w 2023 roku przez Jurija Marusika na łamach „Far Eastern Entomologist”. Opisu dokonano na podstawie pojedynczej samicy odłowionej w 1999 roku. Jako miejsce typowe wskazano Patlikuhal w indyjskim Himachal Pradesh. Nazwa rodzajowa pochodzi od nazwy Bharata w sanskrycie, zaś epitet gatunkowy nadano na cześć Kiriłła Jeśkowa.

## Morfologia i występowanie
Pająk o ciele długości 2,75 mm. Ciemnobrązowy z jaśniejszą częścią głowową karapaks ma 1,1 mm długości i 0,95 mm szerokości. Oczy pary przednio-środkowej oddalone są na odległość ponad 1,4 raza większą niż ich średnica. Przednia krawędź bruzdy na szczękoczułkach ma trzy zęby. Żółtawe nogogłaszczki wieńczy mały pazurek. Barwa dwuipółkrotnie szerszej niż dłuższej wargi dolnej i nieco od niej węższych szczęk przechodzi od ciemnobrązowej u podstawy do żółtawej w częściach odsiebnych. Sternum jest jasnobrązowe z ciemnobrązowymi do czarnych paskami przy brzegach, z tyłu ścięte i tam o połowę węższe niż z przodu. Odnóża są jasnobrązowożółte, w przypadku dwóch ostatnich par z ciemnymi obrączkami na goleniach. Schitynizowana, skórzasta, zaopatrzona w dwie pary niskich guzków i pozbawiona stożeczka opistosoma (odwłok) ma barwę jasną z ciemnymi paskami poprzecznymi oraz pokryty okrągłymi, drobnymi tarczkami i rozproszonymi szczecinkami oskórek. Kądziołki przędne pary przednio-bocznej mają człon pierwszy ciemny. 1,3 raza szersza niż dłuższa, owalna, sklepiona, na przedzie silnie zesklerotyzowana płytka płciowa ma sercowaty znak na wierzchołku i parę okrągłych struktur w tyle.
Gatunek endemiczny dla Indii, znany tylko z miejsca typowego, odnaleziony na rzędnych 1200 m n.p.m.